# Orthostigma speratum
Orthostigma speratum är en stekelart som beskrevs av Fischer 1978. Orthostigma speratum ingår i släktet Orthostigma och familjen bracksteklar. Inga underarter finns listade i Catalogue of Life.